# Alexandre da Paixão
Alexandre da Paixão (Frei) (antes de 1631 - Travanca (Amarante) c. 1701 ) De seu nome verdadeiro Alexandre Teixeira, foi batizado em Amarante em 7 de Julho de 1631. Fez-se beneditino no Mosteiro de Tibães em 1647. Também músico e pregador, foi abade do Mosteiro de Bustelo 1680 e 1683, seguidamente do Mosteiro de Travanca (1686 - 1689). 
Foi-lhe atribuída durante muito tempo a autoria da obra Monstruosidades do Tempo e da Fortuna, relatando sucessos e costumes do reino de Portugal de 1662 até 1680, na transição do reinado de D. Afonso VI para o de D. Pedro II. Na primeira edição impressa dessa obra, que só foi publicada em 1888, é desmentida a autoria de Frei Alexandre da Paixão.